# Too Many Cooks (court métrage)
Pour les articles homonymes, voir Too Many Cooks.
 (août 2024).
Si vous disposez d'ouvrages ou d'articles de référence ou si vous connaissez des sites web de qualité traitant du thème abordé ici, merci de compléter l'article en donnant les références utiles à sa vérifiabilité et en les liant à la section « Notes et références ».
Too Many Cooks est un court métrage humoristique américain écrit et réalisé par Casper Kelly et produit par Williams Street Productions, diffusé en 2014.
Il a été diffusé pour la première fois le 31 octobre 2014 sur Adult Swim dans sa case Infomercials à 4 heures du matin aux États-Unis. La vidéo, qui est devenue virale peu après, dure 11 minutes. Too Many Cooks a été rediffusée le 11 novembre 2014 à minuit (EST).

## Synopsis
La vidéo commence comme une parodie de générique de début de sitcoms des années 1980 et 1990, puis de séries policières, de soap opera de première partie de soirée, de dessins animés du samedi matin, d'une série de science fiction, mais bascule ensuite stylistiquement dans un récit surréaliste comprenant des éléments de slasher dans lequel plusieurs personnages stéréotypés mis en place dans le générique d'ouverture, sont brutalement assassinés par un tueur psychopathe avec une machette, qui ensuite les cuisine et les mange.

## Apparitions du tueur
Le tueur psychopathe apparaît plusieurs fois en arrière-plan avant de passer à l'acte:
- Se tenant juste à côté de Morgan Burch
- Assis dans les escaliers derrière la première famille
- S'approchant derrière Ginny Gibbons
- Prenant du poivre derrière Gregory Rose
- Passant avec un dossier derrière Marc Farley
- Derrière le mur quand Karen Cassady met un carton sur la tête de Charles Pittard
- Toujours assis dans les escaliers derrière les deux familles
- À côté du camion derrière Ali Froid
- Applaudissant derrière Eugene Jackson, puis fixant la caméra
- Poursuivant les personnages du dessin animé

À partir des scènes suivantes, il commence à commettre les meurtres.

## Développement et réalisation
Selon Kelly, il a proposé le concept du court métrage à son ami et collègue Jim Fortier, qui à son tour le rapporta à Mike Lazzo cadre chez Adult Swim qui adora l'idée. La vidéo a été filmée pendant trois jours en octobre 2013 avec une distribution entièrement composée de figurants d'Atlanta et de ses environs. Si la vidéo présente un générique de programme télévisuel fictif, elle montre le vrai nom des acteurs à l'écran dans la plupart des cas. La postproduction a pris un an, Kelly ayant été aidé par ses collègues et ses amis dans le processus.